# Kinmochi Saionji

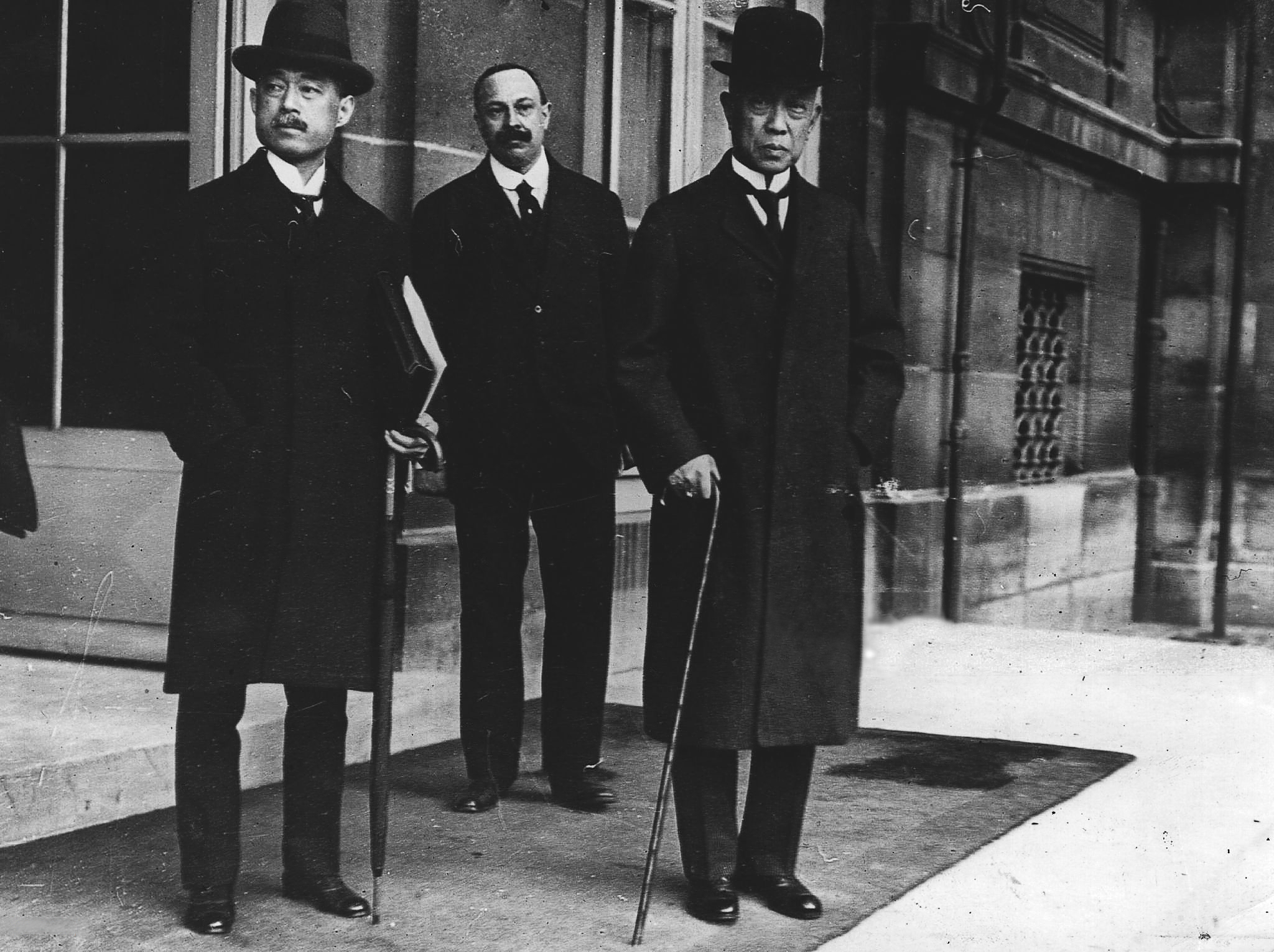
Keishirō Matsui i Kinmochi Saionji
(z prawej) w czasie konferencji paryskiej, 1919

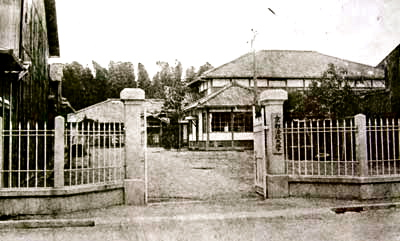
Kyōto Hōsei Gakkō, przed 1935

Kinmochi Saionji (jap. 西園寺 公望 Saionji Kinmochi) (ur. 7 grudnia 1849 w Kioto, zm. 24 listopada 1940 w Shizuoce w prefekturze Shizuoka) – japoński polityk, przedstawiciel dworskiej arystokracji feudalnej (kuge), doradca (genrō) cesarza, o istotnych prerogatywach. W okresie jego życia Japonia przeobraziła się z biednego państwa feudalnego w mocarstwo militarne. Saionji był jedną z czołowych postaci tych przemian.

## Życiorys
W latach 1871–1880 przebywał w Europie (głównie we Francji, m.in. studiował prawo na Sorbonie), zapoznając się z technologią, filozofią, systemami administracji. Zajmował także wysokie stanowiska w japońskich placówkach dyplomatycznych w Austro-Węgrzech, Niemczech i Belgii. Dzięki temu posiadał wiedzę, która pozwalała mu na popieranie i aktywne działanie na rzecz przemian w Japonii pod kątem otwarcia na świat i przyjmowania zachodnich wzorców.
Był kilkakrotnie ministrem oświaty i ministrem spraw zagranicznych oraz dwukrotnie premierem w latach 1906–1908 i 1911–1912 z ramienia partii Rikken Seiyūkai (Konstytucyjne Stowarzyszenie Przyjaciół Polityki), której był współtwórcą i przewodniczącym w latach 1903–1914.
W latach 1900–1903 był przewodniczącym Sūmitsu-in, tajnej rady cesarza (wzorowanej częściowo na brytyjskiej Privy Council), która istniała w latach 1888–1947.
Od 1912 do końca życia pełnił funkcję genrō, doradcy cesarza, od 1924 jako jedyny.
W 1919 był przewodniczącym delegacji japońskiej na konferencji pokojowej w Paryżu. W rzeczywistości jednak przewodził jego zastępca, Nobuaki Makino. Z nieznanych przyczyn Saionji zszedł na drugi plan, tłumacząc się złym stanem zdrowia. Mimo biernej postawy, po powrocie do kraju otrzymał w „uznaniu zasług” tytuł kōshaku.
W 1869 utworzył na terenach pałacu cesarskiego w Kioto prywatną instytucję naukową o nazwie Shijuku Ritsumeikan. W 1900 były sekretarz i protegowany księcia Saionji, Kojurō Nakagawa utworzył w 1905 Kyōto Hōsei Gakkō (Szkoła Prawa i Polityki w Kioto), która w 1913 przejęła nazwę Ritsumeikan. Była to szkoła wieczorowa dla pracujących. W 1922 otrzymała status uniwersytetu, przyjmując nazwę Ritsumeikan University. Ze względu na prezentowaną wolność akademicką i otwarcie na świat, był on traktowany jako liberalna alternatywa państwowego Kyoto University.

## Odznaczenia
- Łańcuch Orderu Chryzantemy (1928)
- Wielka Wstęga Orderu Chryzantemy (1918)
- Wielka Wstęga Orderu Kwiatów Paulowni (1907)
- Wielka Wstęga Orderu Wschodzącego Słońca (1896)
- Złote Promienie ze Wstęgą Orderu Wschodzącego Słońca (1882)
- Wielka Wstęga Orderu Świętego Skarbu (1895)
- Medal 25. Rocznicy Małżeństwa Cesarza Mutsuhito
- Medal Wojskowy za Wojnę Chińsko-Japońską 1894-1895
- Pamiątkowy Medal Wstąpienia na Tron Cesarza Yoshihito
- Pamiątkowy Medal Wstąpienia na Tron Cesarza Hirohito
- Medal Japońskiego Czerwonego Krzyża dla Członka Specjalnego
- Order Korony Żelaznej I klasy (1888, Austro-Węgry)
- Krzyż Wielki Legii Honorowej (1907, Francja)
- Krzyż Wielki Orderu Karola III (1896, Hiszpania)
- Krzyż Wielki Orderu Lwa Niderlandzkiego (1891, Holandia)
- Order Medżydów I klasy (1894, Imperium Osmańskie)
- Order Orła Czerwonego I klasy (1891, Królestwo Prus)
- Order Świętego Aleksandra Newskiego (1907, Imperium Rosyjskie)
- Order Orła Białego (1891, Imperium Rosyjskie)
- Krzyż Wielki Orderu Piusa IX (1888, Watykan)
- Honorowy Rycerz Krzyża Wielkiego Orderu św. Michała i św. Jerzego (1906, Wielka Brytania)